# Туркменбаши
Вижте пояснителната страница за други значения на Туркменбаши.
Туркменбаши (на туркменски: Türkmenbaşy), по-рано известен като Красноводск, е град в Туркменистан, Балкански велаят (вилает), Туркменбашийски етрап (район).
Разположен е на източното крайбрежие на Каспийско море. Населението му е от 73803 души през 2010 г. На територията на града се намира важно морско пристанище. Градът е център на нефтопреработващата промишленост на Туркмения.
През 1717 г. княз Александър Бекович-Черкаски, готвейки поход към Хива, изгражда укрепление на брега на Красноводския залив. Полковник Николай Столетов повторно основава укрепен форт за руската армия, откъдето се водят операции против туркменските номади и се организират походи към Хива и Бухара. Красноводск става център на новата Закаспийска област до основаването на Ашхабад. За експедицията на генерал Михаил Скобелев в Средна Азия в 1880-те години се изграждат Закаспийската железница и се открива фериботна линия до Баку, с което градът се превръща във важен транспортен център и започва да расте.
През 1920 г. крепостта е овладяна от Червената армия. Градът е административен център на Красноводска област, 3 пъти образувана и закривана – съществувала в периодите 1939-1947, 1952-1955, 1973-1988 г. Преименуван е на Туркменбаши през 1993 г.